# Domagoj Antolić
Domagoj Antolić (* 30. Juni 1990 in Zagreb) ist ein kroatischer Fußballspieler. Seit Anfang 2021 spielt er für den Damac FC in Saudi-Arabien.

## Karriere

### Verein
Antolić begann seine Karriere in seiner Heimatstadt bei Dinamo Zagreb, wo er im März 2008 in der 1. HNL debütierte. Im Sommer 2008 wurde er an den Zweitligisten Lokomotiva Zagreb verliehen, mit dem er in die erste Liga aufstieg. Anschließend kehrte er zu Dinamo zurück und wurde dann 2010 von Lokomotiva fest verpflichtet. 2013 kehrte er wiederum zu Dinamo zurück. Im Januar 2018 schloss er sich dann dem polnischen Spitzenklub Legia Warschau an. Dort gewann er dreimal die Meisterschaft sowie einmal den Pokal. Seit Januar 2021 steht er nun beim Erstligisten Damac FC in Saudi-Arabien unter Vertrag.

### Nationalmannschaft
Antolić spielte zwischen 2005 und 2013 insgesamt 33 Mal für diverse kroatische Jugendnationalmannschaften und erzielte dabei drei Treffer.
Anschließend wurde der Mittelfeldspieler erstmals für die A-Nationalmannschaft nominiert und gab sein Debüt am 12. November 2014 in einem Testspiel gegen Argentinien (1:2). Bis 2017 folgten dann weitere fünf Einsätze.

## Erfolge
- Kroatischer Meister: 2008, 2010, 2011, 2014, 2015, 2016, 2018
- Kroatischer Pokalsieger: 2015, 2016, 2018
- Polnischer Meister: 2018, 2020, 2021
- Polnischer Pokalsieger: 2018